# Udotea occidentalis
Udotea occidentalis é uma espécie de macroalga fotossintética. É comumente encontrada em águas rasas do Atlântico Ocidental, da Flórida ao Brasil.